# Branimir Štrukelj
Branimir Štrukelj, slovenski sindikalist in politik, * 23. marec 1957, Ljubljana. 

## Življenjepis
Po maturi na Gimnaziji Moste se je želel vpisati na AGRFT, a na sprejemnih izpitih ni bil uspešen. Poskusil je s primerjalno književnostjo a končno diplomiral iz zgodovine in umetnostne zgodovine je leta 1988 na ljubljanski Filozofski fakulteti. Od 1996 je glavni tajnik Sindikata vzgoje, izobraževanja, znanosti in kulture Slovenije (SVIZ), med letoma 1997 in 2011 pa je bil član 27-članskega IO Izobraževalne internacionale (Education International), ki po vsem svetu združuje več kot 30 milijonov članov. Od leta 2007 je član Državnega sveta Republike Slovenije, kot predstavnik delojemalcev. Trenutno je glavni tajnik Sindikata vzgoje, izobraževanja, znanosti in kulture Slovenije in predsednik Konfederacije sindikatov javnega sektorja.
Ostale dejavnosti:
- 1990 se je zavzemal za samostojen učiteljski sindikat (je eden od pobudnikov ustanovitve)
- predsednik KUD France Prešeren v letih 1994 – 1999
- predsednik Konfederacije sindikatov javnega sektorja (od marca 2006, ponovno izvoljen na rednem kongresu za predsednika za mandat 2007-2010 in 2010-2014)

Večkrat je neuspešno kandidiral za poslanca oz. evroposlanca na listi stranke Levica.

### Zasebno
S prvo ženo Evening Lategano je imel sina, še en sin se mu je rodil v zakonu s hčerko Milana Kučana Ano Kučan.